# Heringe
Die Heringe (Clupeidae) sind eine Familie der Echten Knochenfische (Teleostei), die fast weltweit in allen Ozeanen zwischen 70° Nördlicher Breite und 60° Südlicher Breite, vor allem aber in den Tropen vorkommt. Bekannte Arten sind der Atlantische Hering (Clupea harengus), der namengebend für die Familie ist, sowie die Europäische Sprotte (Sprattus sprattus).

## Merkmale
Die Heringe sind langgestreckte, silbrige Schwarmfische, die Körperlängen von 6 bis 45 cm erreichen können, die meisten bleiben unter 25 Zentimeter. Ihr Körper ist im Allgemeinen spindelförmig und langgestreckt und seitlich etwas abgeflacht. Das Maul ist normalerweise endständig, bei einigen Arten auch leicht oberständig. Zähne sind klein oder fehlen. Die meisten Arten verfügen über zwei lange, stabförmige Postcleithraknochen (Knochen des Schultergürtels). Die Anzahl der Wirbel liegt normalerweise bei 37 bis 59, die der Schuppen in einer Längsreihe bei 40 bis 50. Für gewöhnlich zählt man fünf bis zehn Branchiostegalstrahlen.

## Lebensweise
Heringe sind meist obligate, Plankton fressende Schwarmfische, die ohne Kontakt zum Schwarm orientierungslos und panisch reagieren. Sie leben küstennah und nahe der Oberfläche im freien Wasser (Pelagial).

## Systematik
Die Familie der Heringe wurde schon 1817 durch den französischen Naturforscher Georges Cuvier eingeführt. Sie war bis vor kurzem sehr viel umfangreicher und umfasst neben den unten aufgeführten Gattungen und Arten noch zahlreiche weitere, die in drei Unterfamilien gestellt wurden, die seit Mitte 2022 aber als eigenständige Familien gelten (Alosidae, Dorosomatidae und Ehiravidae).

## Gattungen und Arten

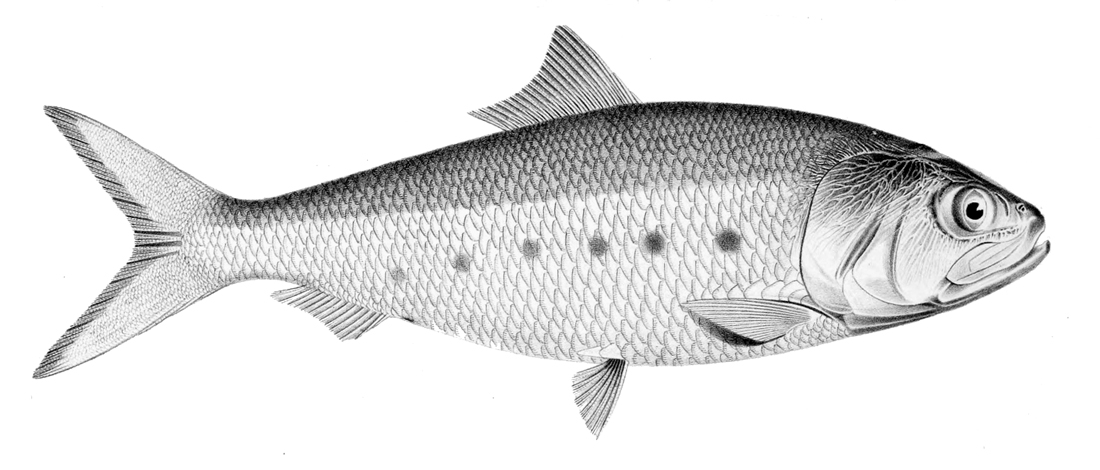
Ethmidium maculatum

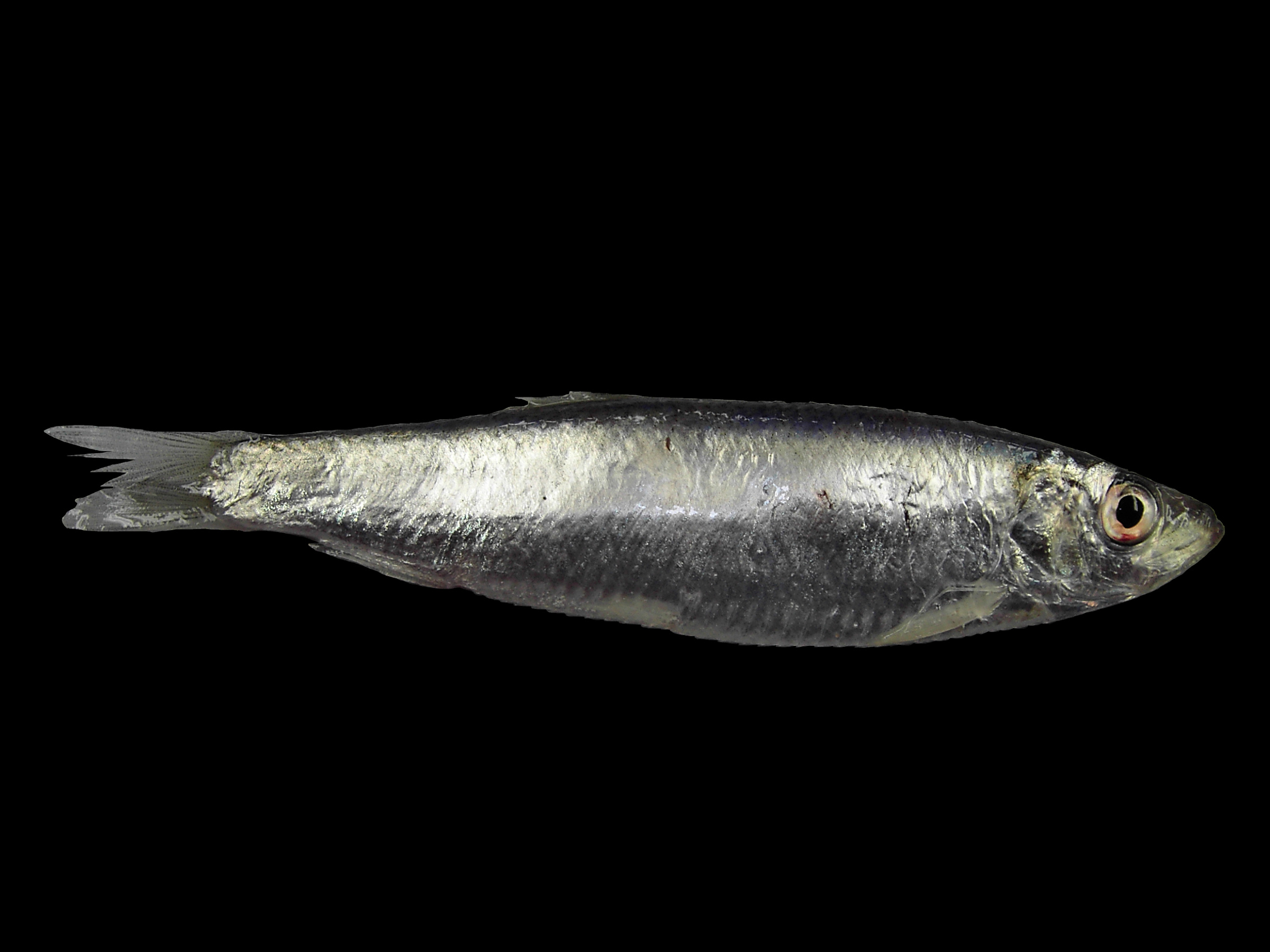
Europäische Sprotte

Zu den Clupeinae gehören 15 Arten in 7 Gattungen.
- Gattung Clupea Linnaeus, 1758
  - Atlantischer Hering (Clupea harengus Linnaeus, 1758)
  - Clupea manulensis Marion de Procé, 1822
  - Pazifischer Hering (Clupea pallasii Valenciennes, 1847)
- Gattung Ethmidium Thompson, 1916
  - Ethmidium maculatum (Valenciennes, 1847)
- Gattung Sandsprotten (Hyperlophus) Ogilby, 1892
  - Hyperlophus translucidus McCulloch, 1917
  - Hyperlophus vittatus (Castelnau, 1875)
- Gattung Potamalosa Ogilby, 1897
  - Potamalosa richmondia (Macleay, 1879)
- Gattung Ramnogaster Whitehead, 1965
  - Ramnogaster arcuata (Jenyns, 1842)
  - Ramnogaster melanostoma (Eigenmann, 1907)
- Gattung Sprotten (Sprattus) Girgensohn, 1846
  - Sprattus antipodum (Hector, 1872)
  - Sprattus fuegensis (Jenyns, 1842)
  - Sprattus muelleri (Klunzinger, 1879)
  - Sprattus novaehollandiae (Valenciennes, 1847)
  - Europäische Sprotte (Sprattus sprattus Linnaeus, 1758)
- Gattung Strangomera Whitehead, 1965
  - Chilenischer Hering (Strangomera bentincki Norman, 1936)

## Nutzung
Viele Heringe sind wichtige Speisefische. Drei Arten, der Atlantische Hering (Clupea harengus), der Chilenische Hering (Strangomera bentincki) und die Europäische Sprotte (Sprattus sprattus), gehören zu den 15 wirtschaftlich wichtigsten Fischarten.